# 丘霽
丘霽（1431年—？），字時雍，江西鄱陽縣人，明朝政治人物。進士出身。

## 生平
山東鄉試第十八名。天順四年（1460年）庚辰科會試第四十八名，殿試登進士第三甲第四十九名。擢拜刑部主事，升黄州知府。成化五年（1469年）六月丁父忧。服阕，八年（1472年）起补苏州知府。

## 家族
曾祖父丘伯英。祖父丘思文。父亲丘孔暉（1392—1469年），號暉庵。母张氏，封安人。弟丘霖。